# جیانگ ونلی
جیانگ ونلی (انگلیسی: Jiang Wenli; زاده: ۲۰ ژوئن ۱۹۶۹) بازیگر اهل چین بود.
از فیلم‌ها یا برنامه‌های تلویزیونی که وی در آن نقش داشته است می‌توان به ۱۹۱۱، خدانگهدار معشوقه من اشاره کرد.